# Fries (kunst)

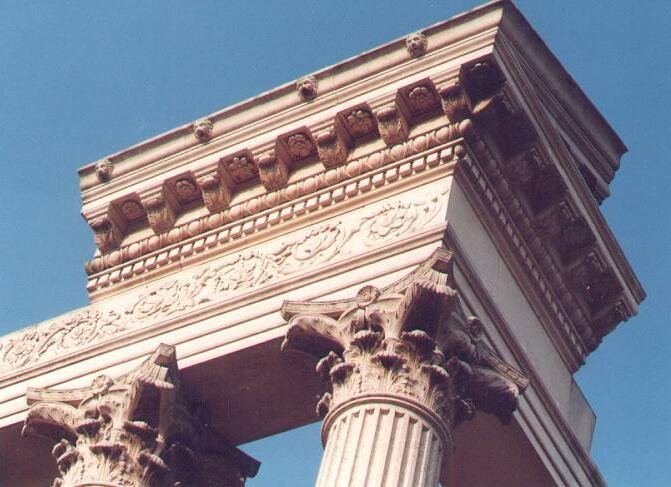
Reconstructie van de zn. "Haventempel" in het Duitse Xanten met een fries op de architraaf

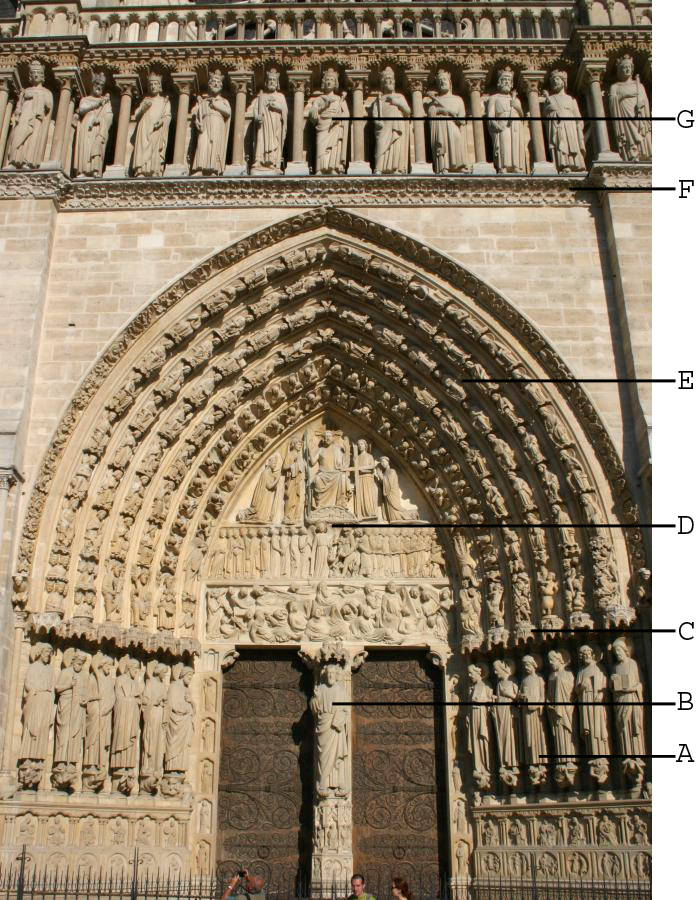
Onderdelen van het Hoofdportaal bij de Notre-Dame van Parijs: A:Wangfiguren, B:Middenfiguur, C:Kapiteel, D:Timpaan, E:Archivolt, F:Fries, G:Zuilengalerij

Een fries is in de kunstgeschiedenis en archeologie de term voor iedere uitgebreide, verhalende voorstelling van mensen, mythologische figuren of dieren binnen een duidelijk kader. Friezen hebben vaak een decoratieve functie (hetgeen overigens een diepere betekenis niet per definitie uitsluit) en kunnen op velerlei wijzen en in vele materialen zijn vervaardigd.

## Architectonische friezen
De term 'fries' wordt het meest gebruikt als aanduiding voor bekaderde, uitgebreide voorstellingen op gebouwen en monumenten uit, met name, de klassieke oudheid. Deze architectonische friezen kenmerken zich door reliëf. Etruskische tempels (maar ook paleizen) werden door terracotta friezen gesierd, die vaak met behulp van matrices werden vervaardigd. Griekse en Romeinse tempels en monumenten hadden veelal gebeeldhouwde friezen in marmer. Tot de bekendere friezen uit de oudheid behoren de Gigantomachie op het Pergamonaltaar (thans in Berlijn) en het fries van de Zuil van Trajanus te Rome.
In de klassieke bouworden was het fries een onderdeel van het hoofdgestel en bevond zich tussen de architraaf en de kroonlijst. Men spreekt in dit geval van een fries als er sprake is van een doorlopend beeldhouwwerk, dit werd vooral toegepast in de Korinthische orde. Indien de beeldhouwwerken worden onderbroken door een met twee hele en twee halve verticale sleuven versierde steen, (de triglief), spreekt men van metopen (karakteristiek voor de Dorische orde).